# Топонимия Камеруна

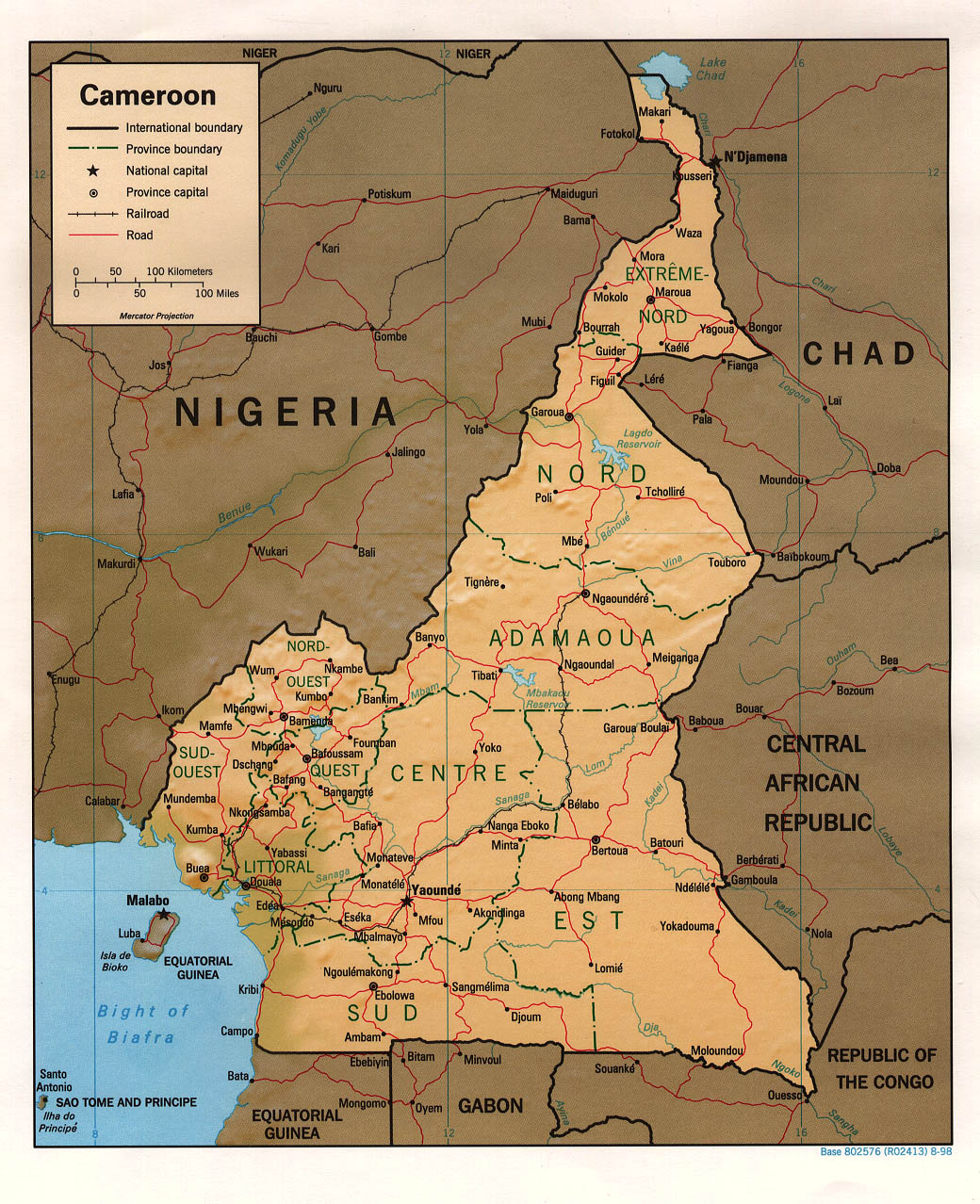
Карта Камеруна

Топонимия Камеруна — совокупность географических названий, включающая наименования природных и культурных объектов на территории Камеруна. Структура и состав топонимии обусловлены такими факторами, как история, географическое положение, этнический состав населения.

## Название страны
Название страны происходит от гидронима «Риу-душ-Камаронеш» (порт. Rio dos Camarões, на португальском дословно — «река креветок»). Этот гидроним возник после открытия португальскими мореплавателями в 1480-х годах устья реки Вури, где водилось большое количество креветок. В последующем гидроним трансформировался в форму «Камерун». С момента провозглашения независимости в 1960 году официальное название страны — Республика Камерун (фр. République du Cameroun, англ. Republic of Cameroon).

## Формирование и состав топонимии
Официальными языками страны являются английский и французский, в силу того, что Камерун был колонией одновременно Великобритании и Франции с 1916 по 1960 годы, но при этом очень мало камерунцев говорят на обоих французском и английском языках, а многие не владеют ни одним из них. Помимо официальных, в стране насчитывается 286 местных языков (55 афразийских, 2 нило-сахарских, 4 убангийских и 169 нигеро-конголезских языков, среди которых выделяется один сенегамбийский язык (фульфульде), 28 языков адамава, и 142 бенуэ-конголезских языка (130 из них являются языками банту)). Такая языковая картина делает топонимическую систему страны одной из сложнейших в мире.
В числе оронимов наиболее известны плоскогорье Адамава, названное в честь предводителя местного племени фульбе Модибо Адама. От названия плато, в свою очередь, были образованы названия провинции в Камеруне, штата в Нигерии и группы языков, распространённых в основном к востоку. Этимология гор Мандара, расположенных вдоль северной части границы Камеруна с Нигерией, остаётся невыясненной.
В гидронимии преобладают названия на языках аборигенов:Бенуэ — на языке банту означает «мать вод», река Вури была первоначально названа португальскими мореплавателями «Река креветок» (порт. Rio dos Camarões), откуда произошло название страны, впоследствии была переименована в Вури, Джа (в верхнем течении Нго́ко) — этимология неизвестна, Кросс (оригинальное название — Ойоно), Логон, Мбам, Меншум, Мунго и др.
В ойконимии также преобладают названия на языках аборигенов:Яунде — от этнонима яунде (группа банту) — народа, населяющего окрестности города, Дуала (в 1884—1907 — Камерунштадт, затем переименован по этнониму
дуала — народа, обитавшего на месте города), Баменда (также известен как Абаква и Манкон), Бафусам (по-видимому, происходит от этнонима, который записывался как «Pe Foussan» или «Pe Fussep», что буквально означает «люди …», со временем «Пе» превратилось в «Ба», сохранив при этом то же значение), Нгаундере, Нконгсамба и др.

## Топонимическая политика
Выработкой топонимической политики занимается Национальная комиссия по топонимике (фр. Commission nationale de toponymie), созданная в 1968 году.